# Yahya ibn Muhámmad ibn Háshim at-Tuyibi
Yahya ibn Muhámmad ibn Háshim at-Tuyibi (m. hacia 975) fue gobernador de la Marca Superior de Zaragoza (950-975) hijo de Muhámmad ibn Háshim at-Tuyibi, un general de Alhaken II perteneciente al linaje árabe de los Banu Tuyib que gobernó Saraqusta entre 931 y 950.